# Table Bay (spookdorp)
Table Bay is een spookdorp in de Canadese provincie Newfoundland en Labrador. Het ligt aan de oostkust van de regio Labrador.

## Geografie
Table Bay ligt 20 km ten oosten van de gemeente Cartwright en 65 km ten noordwesten van Black Tickle, al liggen beide plaatsen op een vaarafstand van zo'n 75 km. De nederzetting bevond zich aan het einde van de Table Harbour. Dat is een bijna 8 km lange, smalle zij-arm van de Table Bay.

## Geschiedenis
Rond 1815 vestigde een man uit Nova Scotia genaamd McPherson zich aan de goed beschermde westelijke zij-arm van de Table Bay. Hij verdronk uiteindelijk en zijn blokhut verging, maar vanaf de jaren 1820 werd de zij-arm van Table Bay wel door een aantal vissers(gezinnen) gebruikt als vaste overwinteringsplaats.
Rond 1850 hadden de eerste vissersgezinnen zich er permanent gevestigd. In 1856 telde de nederzetting 29 permanente inwoners. Bijna een eeuw later, in het jaar 1945, telde Table Bay 33 permanente inwoners. Gezondheidszorg werd in het dorp in de 20e eeuw verzorgd door de International Grenfell Association, die het af en toe voor een "medical trip" aandeed met sledehonden.
In het kader van de provinciale hervestigingspolitiek verhuisden de inwoners van Table Bay in de jaren 1960 naar de grotere bewoningskern Cartwright. De meeste sporen van het gehucht zijn na vele decennia van leegstand grotendeels overgroeid door het oprukkende woud.